# Beuzit-Conogan
La trève de Beuzit-Saint-Conogan, autrefois La Boissière en français, Beuzit Kenegan en breton, est une ancienne paroisse bas-bretonne, supprimée en 1791 et partagée entre Landerneau, pour la plus grande part, et Saint-Thonan. Fondée selon la tradition hagiographique par Saint Quénégan, elle faisait partie de l'archidiaconé d'Ac'h et relevait de l'évêché de Léon, également supprimé par la Constitution civile du clergé. Dotée par les seigneurs de la Palue, elle accueillait les pèlerins en grand nombre chaque troisième dimanche de mai.
Son territoire recouvrait les quartiers actuels de La Palue, Kerloret, Kerlaran, Kermorvan, Kerautret, Les Castors, Le Bois noir, Le Roudous, La Cité Duguesclin, Kergreis, Gorre Beuzit, Kervalguen, Kermalvezan, et, côté Saint-Thonan, Pen ar C'hoat, Pen Bouillen, Le Quinquis, Traon ar Roc'h, Guichegu.

## Géographie

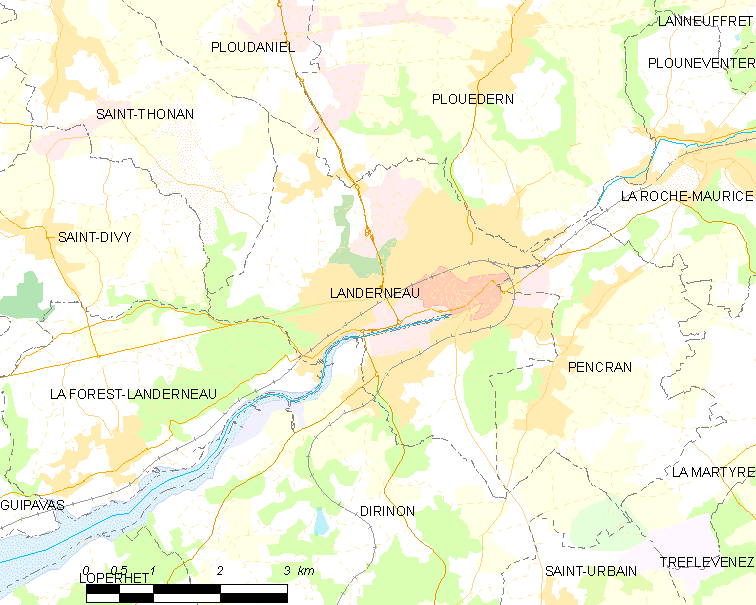
Le territoire de Beuzit est la partie ouest de Landerneau et la bande sud-est de Saint-Thonan.

| Saint-Thonan         | Ploudaniel     | Plouédern                    |
| Saint-Divy           | Beuzit-Conogan | Saint-Houardon en Landerneau |
| La Forest-Landerneau | fleuve Élorn   | ru Péné                      |

## Toponymie
Le nom de la localité est attesté sous la forme Busitt au XIe siècle, Beusic Qennegan en 1368 et Beuzit en 1516.
Beuzit, toponyme répandu, et sa variante buzit signifient en breton « lieu planté de buis », boissière en français, voire boisserie. Les « buxeraies » indiquent une implantation gallo-romaine probable, le buis, plante méditerranéenne, étant réputé être une importation datant de l'Empire romain, mais rien ne le prouve. 
Le déterminant de ce toponyme, Conogan, est un hagionyme. En breton le génitif d'un nom propre, comme en ancien français, n'est pas introduit par une particule. Aujourd'hui, l'équivalent serait Boissière de Conogan. Conogan est une reconstruction savante, un doublon, élaborée à partir du vieux breton, transcrit en latin, du Quénégan du XVIIe siècle et du Guénégan du XIXe siècle, lequel correspond à la prononciation léonarde.

## Histoire

### Antiquité
« Beuzec » est, au bas Moyen Âge, une des orthographes de la forêt réputée s'étendre depuis l'Antiquité sur la rive nord de l'aber de l'Elorn en miroir de la forêt de Talamon, qui s'étendait sur la rive sud. Le bois de La Forest-Landerneau en est le vestige.
Une voie romaine, c'est-à-dire bien souvent une voie préhistorique pavée durant la Pax romana, venait de Coriosopites, au sud, traversait le gué à hauteur de l'actuel pont de Rohan, en Landerneau, puis se séparait vers le nord et Vorganium, vers l'ouest et Gesocribate. Des tuiles, poteries et monnaies romaines ont été trouvées dans plusieurs écarts situés, tel Pors-Mahé, à l’ouest de Landerneau de part et d’autre de l’actuelle route de Saint-Thonan, c'est-à-dire sur l'itinéraire vers Vorganium. La voie occidentale suivait plausiblement à travers la forêt le tracé rectiligne de la route de Kerlaran, qualifiée de « route romaine », mais seul peut en l'état de la recherche être reconstitué un itinéraire secondaire et sinueux descendant vers le sud ouest depuis Le Roudous, carrefour de la route de Saint-Thonan et de la route de Kerlaran, puis longeant l'Élorn en contrebas de la D712 pour rejoindre à travers bois en un actuel chemin de randonnée la Joyeuse Garde.

### Le monastère de Saint Conogan et sa survivance (Ve-XIIe)

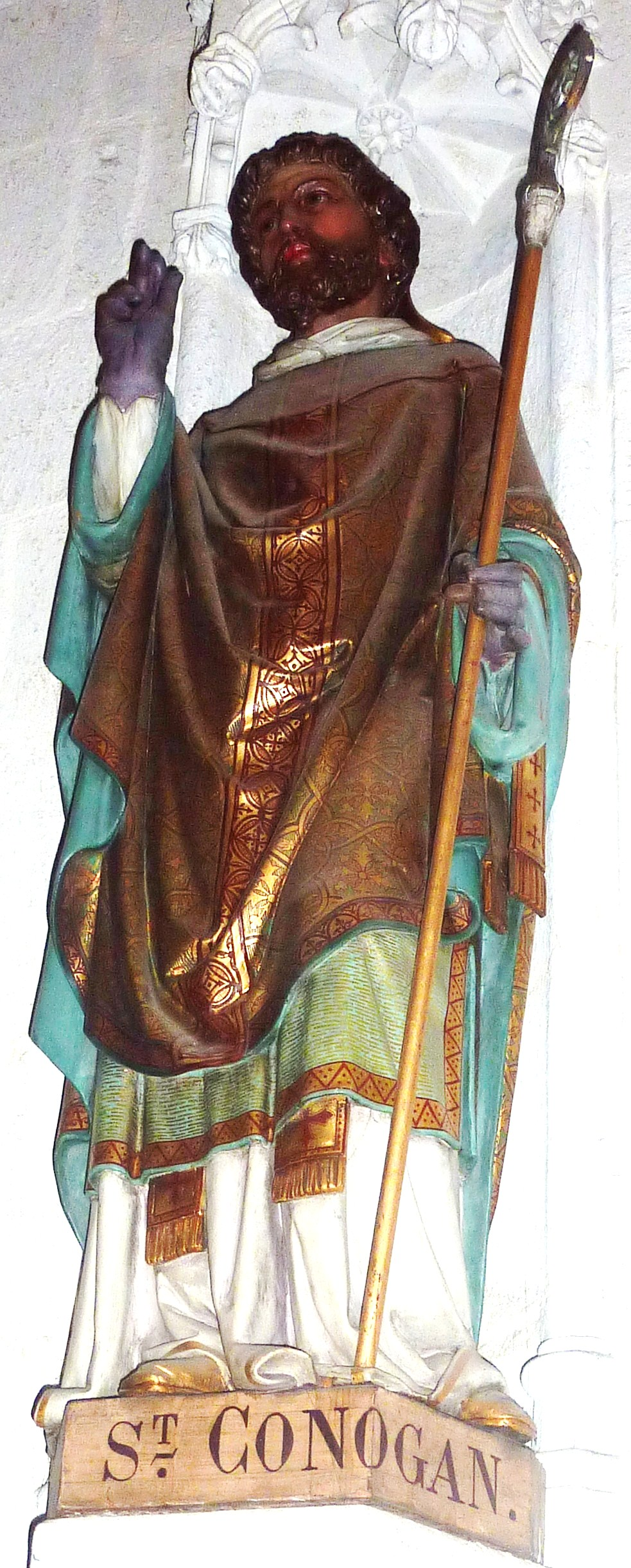
Statue de saint Conogan dressée dans la cathédrale Saint-Corentin de Quimper.

Vers 520, c'est-à-dire quelques années après le débarquement de Paul Aurélien et sa famille et durant le règne de Childebert, Conocan, seigneur du lieu selon la tradition rapportée au XVIIIe siècle par le géographe Jean-Baptiste Ogée, rentre dans les ordres. Son domaine, situé sur les rives nord de l'Élorn entre le Péné, ru qui délimite à l'orient ce qui sera la paroisse Saint-Houardon en Landerneau, et, à l'occident, le moulin de la Grand Palue, est transformé en domaine ecclésiastique. Comme chez beaucoup d'aristocrates instruits et enthousiasmés par le nouvel ordre social qu'Iltud, à la suite des missions de Germain l'Auxerrois, prône depuis le Collège Théodose (br) et qui se traduit par le rejet du pélagianisme, sa maison et sa domesticité constituent une forme primitive de monastère.
En prenant la charge de succéder à Corentin, il aurait fait, avant 532, une donation de l'ensemble à la nouvelle abbaye de Landévennec. Les bâtiments auraient été transformés en monastère. Un cloître, une enceinte de douves ou de remblais, et des ateliers auraient été construits, ce qui correspond plus au IXe siècle, quand la règle de saint Benoît connaît un regain qu'au VIe siècle, quand celle de Saint Colomban était en vigueur.
Vers 1050, le Cartulaire de Landévennec, qui évoque les faits précédents pour en revendiquer la propriété, désigne « Buzitt » comme une trève, vraisemblablement de Guipavas comme sa voisine Saint Houardon. Elle est le siège d'un prieuré, qui relève en fait de l'abbaye de Fineterre, refondée 1157 dans la règle bénédictine.

### Prieuré et seigneurie (XIIIe)
À la suite de la mort de son père Hervé, premier seigneur de Léon qui avait été spolié par le duc Geoffroy, soit peu après 1203, le juveigneur Guyomarch de Léon reçoit à fief, entre autres minimes compensations, le bénéfice de « Bosic », qui se trouve en aval du siège de son suzerain, le château de Roch Morvan. C'est une quasi sécularisation tout à fait dans les habitudes arbitraires instaurées par les Plantagenêt mais c'est à l'occasion de l'avènement du baillistre Guy de Thouars, un allié des Capétiens, que l'opération se fait. Entre 1239 et 1241, Hervé, fils et héritier de Guyomarch, obtient de son cousin Hervé, quatrième Seigneur de Léon, confirmation de cette possession et du titre de Seigneur de la Palue détenu par son père. C'est une manière de fixer en droit la dissociation du bénéfice ecclésiastique, le prieuré, et de la propriété séculaire, la seigneurie.
En 1275, date à laquelle Hervé IV de Léon, ruiné par un siècle de lutte pour l'indépendance du Léon, perd la suzeraineté de celui ci, le prieuré devient la propriété de l'abbaye de Landevennec, comme le confirmera un demi siècle plus tard le pouillé de la métropole de Tours. Il se voit attribuer les dîmes et chefrentes d'Ouessant. La cure, comme c'est la règle générale en Léon, en est déléguée par le prieur, un moine de l'abbaye de Saint-Mathieu donc, à un vicaire, appelé curé, lui-même assisté d'un second prêtre, appelé vicaire.
En 1296, Monseigneur Guillaume de Kersauson, comme le fait son homologue de Tréguier, Monseigneur Geoffroi II de Tournmine, avec le sien, organise son évêché du Léon de façon à ne dépendre que de la Curie en créant trois archidiaconés, dont les titulaires, nommés sur sa proposition, ne sont pas révocables, par nature, ni par le duc ni par le métropolite. Saint Conogan tombe, avec Saint Houardon, dans le plus occidental, l'Ach, dont le siège est Brest.

### La paroisse de Beuzit (XIVe-XVe)
C'est peut être au début du XIVe siècle, période de fondations en Léon, qu'est édifiée l'église, aujourd'hui en ruine, dont se voit encore une fenêtre plus tardive de style gothique flamboyant.

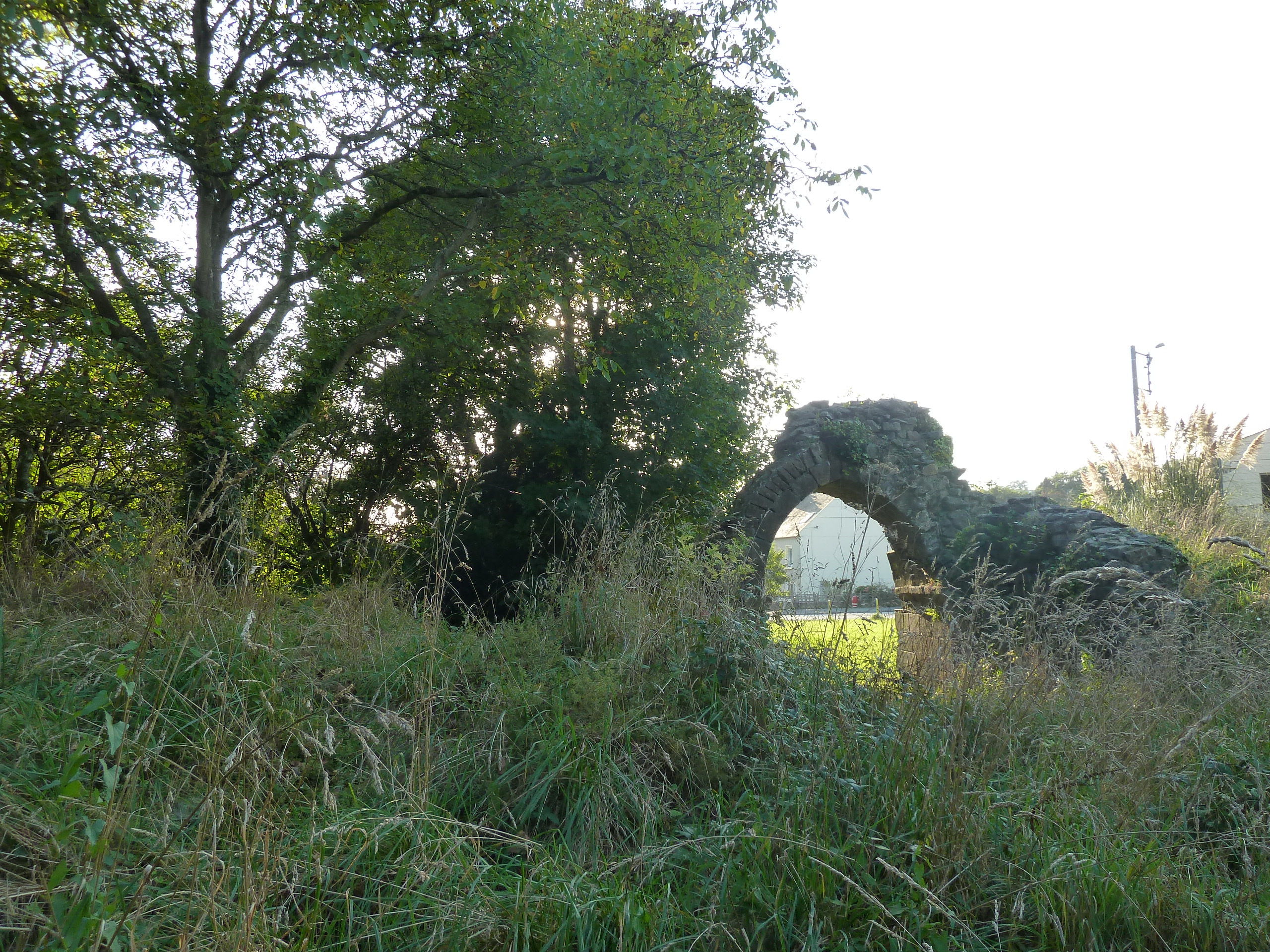
Les ruines du château voisin de Joyeuse Garde témoignent de la violence de la guerre de Cent Ans.

Durant la guerre de Succession de Bretagne, le château voisin de Joyeuse Garde est pris et repris plusieurs fois par les troupes de l'une ou l'autre Jeanne. De 1374 à 1387, treize ans durant, le Bas-Léon, ravagé vingt ans plus tôt par la peste noire, est occupé par les troupes anglaises du rogue Richard Fitzalan, comte d'Arundel, un breton d'origine fait gouverneur de la place de Brest par le Duc Jean de Montfort, lequel s'est réfugié auprès de Richard II. Cinquante bourgeois de Morlaix sont pendus à la muraille de leur ville. En 1375, les civils de Saint Pol sont massacrés, le Kreisker incendié. En 1376, l'abbaye du Relec est pillée ainsi que le couvent des Carmes de Saint Pol. Beuzit aura vu le front la traverser plusieurs fois.
Au XVe siècle, le petit territoire de Beuzit, comme partout en Léon et Trégor jusqu'au XVIIIe siècle, abrite un grand nombre de familles nobles. La montre de 1480, convoquée par le duc François II entre deux conflits, en recense huit, dont, une, les Guyhomarch, seigneurs de la Palue, déclare un revenu de deux cent mille livres. Les autres familles sont les Coëtnempren, Coëtrehier, Knechcanan (on dirait aujourd'hui Creac'hanan), Nevet, Rest, Rouazle, Tnougoff.

### Renaissance (XVIe-XVIIe)

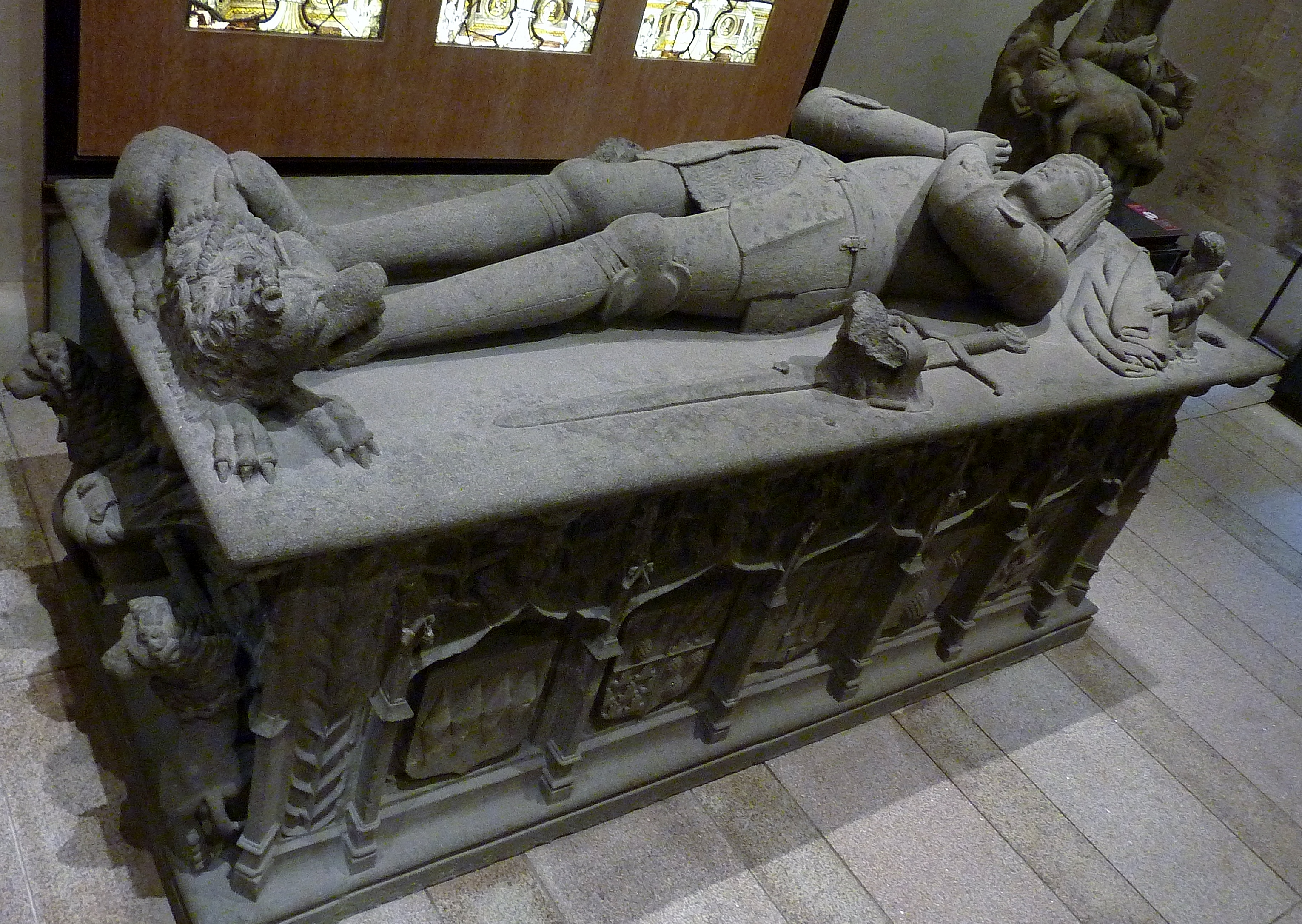
Le tombeau à gisant en kersantite du chevalier Troïlus de Mondragon, seigneur du Hallot, d'Aubigny, de Cimiros et d'Auteuille, colonel basque au service de la duchesse, gouverneur de Rennes en 1540, se voyait dans le placître de l'église de Beuzit jusqu'à ce qu'en 1926 il soit transféré au Musée départemental breton, à Quimper. Gendre de François de la Palue et beau père de François de Montmorency Hallot, il aura été le dernier à posséder le fief en son entier.

En 1591, alors que la Guerre de religion s'éternise et que le duc de Mercœur, prétendant baillistre du duché de Bretagne, prépare avec les milices de la Sainte Union bretonne le débarquement des soldats catholiques du général Juan d'Aguila contre le « roi hérétique », une nouvelle église, de style renaissant léonard, est inaugurée à l'emplacement de l'ancienne, dont seule la base est conservée. C'est pour célébrer un mariage entre deux familles anciennes, celui qui a été prononcé cette année là à La Trinité-Porhoët entre Hervé de Parcevault, neveu et héritier d'un conseiller du Parlement qui avait acquis la principale seigneurie de Beuzit, La Palue, et Renée de Coëtlogon, veuve de vingt neuf ans riche de cent mil livres de rente. Le droit breton transmettant l'héritage aux femmes aussi bien qu'aux hommes, le mari n'étant pas nu propriétaire des biens de sa femme, c'est un écu parti Parcevaux et Coëtlogon qui est sculpté sur la façade de l'église, signe que le principal donateur est l'héritière.
En 1592, le noble brigand La Fontenelle, profiteur de la guerre civile, pille Landerneau. Cependant, le couple est installé au château de Mézamou en Plounéventer. C'est là que, trois ans plus tard, il mariera, sans acte officiel, la fille que Renée eut de son premier mari, Lancelot le Chevoir, au même La Fontenelle, alors que celle-là, Marie de Coadélan, n'a pas douze ans. La légende noire faite à ce seigneur de la guerre, en raison des multiples procès qui se sont prolongés longtemps après son exécution, en a tiré une célèbre complainte recueillie en Trégor par le comte de Kergariou.
Un inventaire de 1680 précise que l'église possède comme reliques le chef et un bras de saint Conogan, dont il est fait usage, afin de multiplier les recettes, à chaque pèlerinage passant par là. L'eau dans laquelle a été baigné le bras, est distribuée à ceux dont le bras est malade. Les fidèles qui le peuvent, le font contre une offrande. La riche famille Barbier, seigneurs de Kerjean et propriétaire de la Palue, dote alors l'église des fonds nécessaires à un luxueux équipement.
C'est l'époque où la Basse Bretagne, dans l'élan de la Contre réforme et en réaction à l'édit de Nantes, s'enflamme pour la mystique quiétiste introduite par les prédications du père Maunoir. Une mission, au cours de laquelle toute la population est sévèrement incitée à se convertir, est conduite à Beuzit par le père Pennec pour le jubilé de 1700.

### Les crées (XVIIe-XVIIIe)

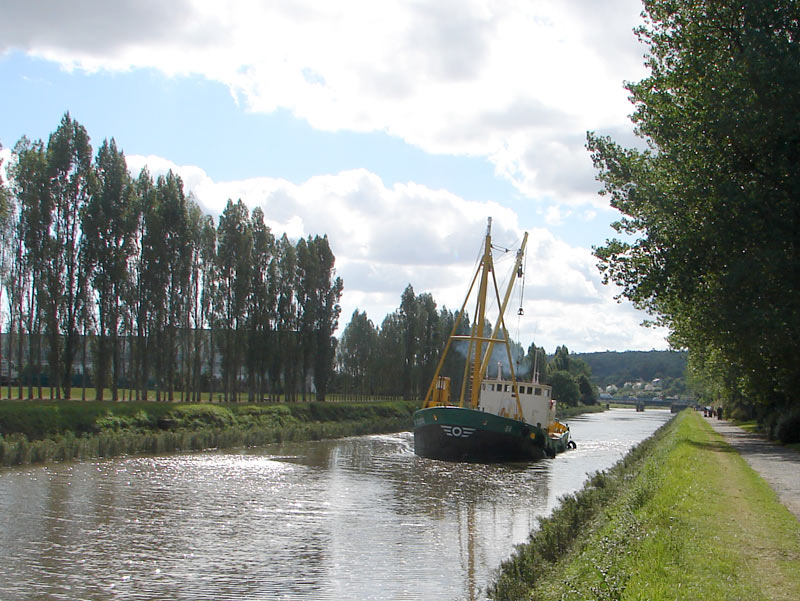
Le chenal à l'entrée de l'ancienne paroisse de Beuzit relie depuis 1849 celle-ci au port de Landerneau, en amont. À l'horizon, le bois de Kerlaran en Beuzit Saint Conogan.

L'activité toilière du lin et du chanvre du Haut-Léon, basée sur l'armement saisonnier pour les ports hanséatiques d'Anvers, Lübeck et Libau, a aussi concerné Beuzit-Conogan. Un témoignage en est donné par l'inventaire après décès des biens de Jean Gourvès, un « julod » (le terme ne sera inventé qu'au XIXe siècle) né en 1678 et mort le 14 janvier 1745 à Kervalguen, en la paroisse de Beuzit-Conogan. Il fait état, pour un montant de 20 618 livres, d'une grande quantité de fil et de toile, d'un ourdoir avec son chevalet, de formes à dévider avec leurs fers, d'outils à tisserands, d'une maison à buée, etc.
Les crées (du breton crez, chemise), ces longues toiles de lin recherchées pour leur finesse et leur éclat inégalé dû à un procédé de blanchiment du fil, sont ici exportées par le port de Landerneau, auquel l'accès donne lieu au paiement d'une taxe d'octroi. De là, elles sont embarquées prioritairement vers Bilbao et Séville en vertu d'un privilège acquitté auprès de la Couronne d'Espagne par une guilde morlaisienne qui assure le contrôle de la qualité et l'application de normes selon un cahier des charges. Elles sont destinées principalement à la confection du linge, exceptionnellement à servir de voilure. Leur commercialisation profite de l'ouverture du marché du Portugal, dont l'amiral avait été à la fin du XVe siècle le Morlaisien Jean Coatanlem, et bénéficie en Espagne d'une position de monopole depuis que le roi Philippe a accordé au Duc de Mercœur, en 1595, que des lettres patentes soient signées.
Toutefois, depuis l'arrestation de Nicolas Fouquet, le 5 septembre 1661, ce commerce souffre de la rupture des accords commerciaux avec l'Angleterre induite par la politique de Louis XIV, laquelle provoque aussi la révolte des Bonnets rouges quand est mise en œuvre la fiscalité imaginée par Pierre Deschien, un traitant au service des malversations de Colbert. Le commerce des crées ne sera déjà plus que l'ombre de ce qu'il fût à la Renaissance quand éclatera la Révolution mais la filature qui sera fondée à Landerneau en 1845 emploiera encore cinq mil personnes jusqu'en 1891.

### Récession et misère (finXVIIIe)
En 1759, une ordonnance de Louis XV ordonne à la trève de « Beuzic » de fournir six hommes et de payer trente neuf livres pour « la dépense annuelle de la garde-côte de Bretagne ».
La cure de Beuzit est en 1786 l'une des plus pauvres du diocèse de Léon avec moins de trois cents livres de revenu, pas plus que la portion congrue à cette date.
Jean-Baptiste Ogée décrit ainsi Beuzit en 1778 :

« Beuzit, sur la rivière de Landerneau, à 7 lieues un tiers au sud-ouest de Saint-Pol-de-Léon, son Évêché ; à 42 lieues de Rennes ; et à trois quarts de lieue de Landerneau, sa subdélégation. On y comte 400 communiants. La collation de la cure appartient à l'abbé de Saint-Matthieu. Cette paroisse relève du Roi et ressortit à Lannion [douteux : probablement confusion avec Landerneau]. Son territoire est cultivé en coteaux, vallons et montagnes. On y voit des terres cultivées, d'un très bon rapport en grains, quelques prairies, beaucoup de bois et des landes. (...). On donne parfois à cette paroisse le nom de La Boissière. Le château de La Pallue, qu'on voit dans ce territoire, fut donné en partage aux premiers cadets des Vicomtes de Léon. Il en est peu dans la province dont l'antiquité soit mieux constatée. C'est dans ce château que naquit Quenegan (saint Conogan), successeur de saint Corentin, premier évêque de Quimper. Cet évêque n'est connu, dans les bréviaires du diocèse de Quimper et de Saint-Pol-de-Léon que sous le nom de saint Quénégan, titre dont ses vertus paraissent le rendre digne. »

### La Révolution française

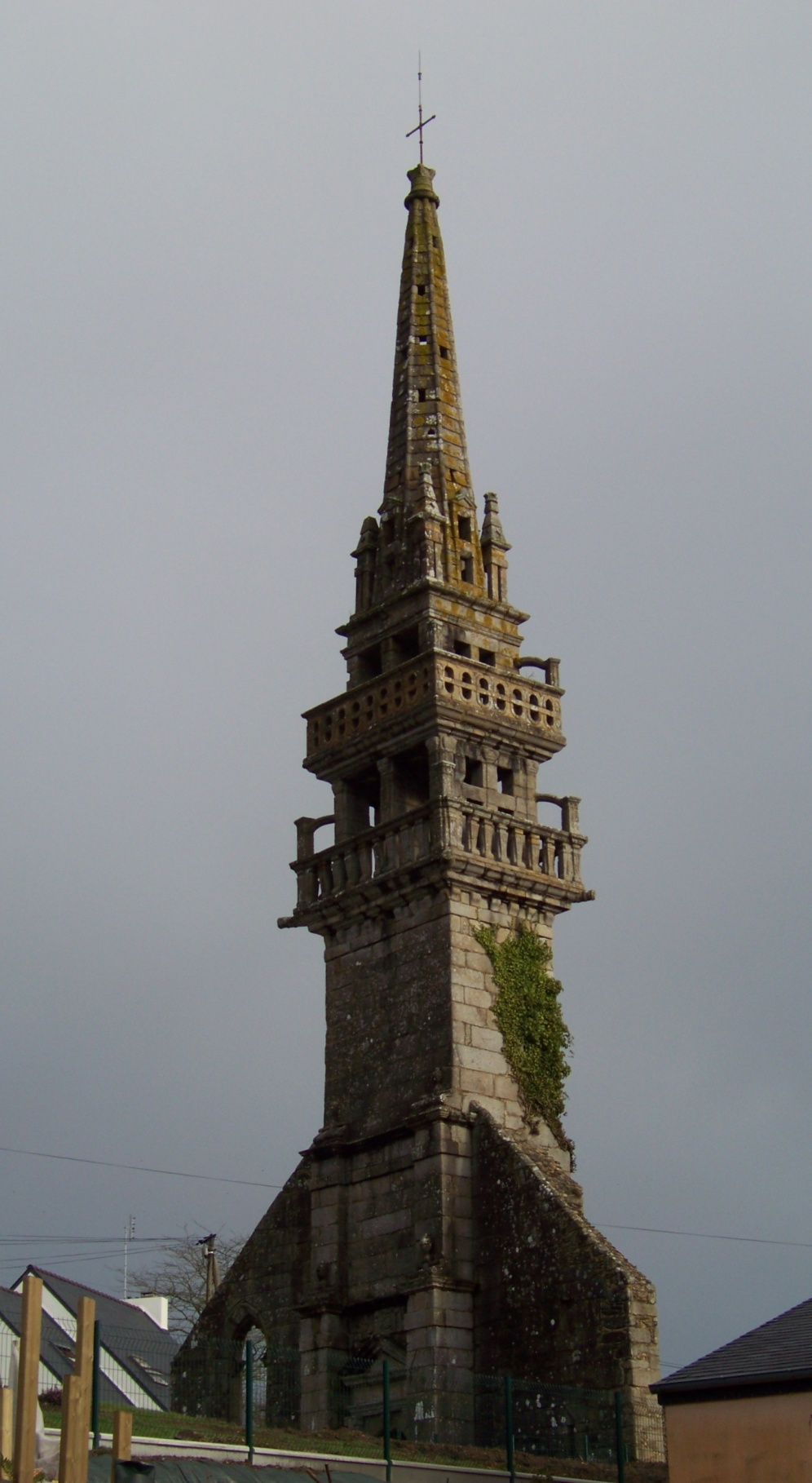
Le clocher en ruine en 2010, qui sonna l'insurrection en 1793. Il présentait en effet l'avantage d'avoir été abandonné par les autorités.

En 1780, la paroisse est si dépourvue, malgré quelques rentes tirées dans diverses paroisses d'anciennes donations, qu'elle a pris l'habitude d'affermer la maison priorale et ses dépendances. En 1786, en réponse à une enquête commandée par l'évêque de Léon Monseigneur de La Marche, le recteur de Beuzit écrit : « La paroisse est habitée par beaucoup de pauvres, elle est située près la grande route entre Brest et Landerneau, la vie est très chère et le Recteur est exposé à des occasions de dépense. La paroisse de Beuzit a toujours eu un vicaire. (…) Le curé pourrait tirer quelque avantage de la réunion du prieuré à la cure, parce qu'il pourrait lever la dîme plus avantageusement que les religieux ne l'afferment »
Monseigneur de La Marche, jugeant la paroisse voisine de Saint-Thonan trop pauvre, décide de l'agrandir en y rattachant celle de Saint Conongan. L'exil à Londres de l'évêque réformateur, « l'évêque aux patates », reporte le projet, lequel se concrétise dans le cadre de la Constitution civile du clergé, en 1790, par la scission de la paroisse en faveur de Landerneau. Le recteur en reçoit la signification par la voie des gendarmes le 3 novembre 1791 mais du point de vue du droit international, du Saint-Siège et des réfractaires, l'acte demeure nul.
Des paysans de Beuzit-Conogan, déjà fichés par la gendarmerie, sont aux avant-postes des troubles anti-révolutionnaires qui éclatent dans le Léon au printemps 1793 et culminent le 24 mars 1793 par la bataille de Kerguidu. Un contemporain décrit leur mobilisation à la veille de la fusillade de Saint Pol :

« Et la conscription obligatoire créa chez nous la Chouannerie. Le 18 mars 1793 le tocsin sonnait au clocher de Beuzit, il sonnait aussi aux clochers de Plounéventer, de Saint-Divy, etc. Celui qui sonnait ainsi l'appel aux armes dans le clocher de Beuzit était Jean Cloarec, de Gorré-Beuzit. Après avoir entendu la messe dite dans la ferme même aux premières heures du jour par M. Mouden, le vicaire de l'ancienne paroisse, un groupe de jeunes gens, dont quels noms sont signalés au district de Landerneau, est sorti de la ferme : ce sont, outre les domestiques de Cloarec, François Cann, Le Hir et Kerdélon, laboureurs au même village ; les jours précédents, ils ont acheté de la poudre ; ils sont armés de fusils. À peine le tocsin a-t-il sonné que de tous les fourrés voisins sortent d'autres gars vieux et jeunes, et sous la conduite de Cloarec, c'est un vrai bataillon qui se dirige vers Plabennec. »

Il faut attendre la mise en place du régime concordataire, le 8 avril 1802, pour que la scission de la paroisse soit définitive.

## Patrimoine passé et présent

### Fontaine Saint-Guénégan
Du monastère ou de l’ermitage primitif il ne reste rien, sinon peut-être les fontaines dont l’eau continue à sourdre au flanc de la colline, dont l'une, bâtie, se voit encore à une centaine de mètres de l'église. Bien qu'elle soit l'origine du site, elle ne fait l'objet d'aucunes mesures conservatoires.
L'inventaire de 1680 enregistre les frais de réparation d'une fontaine située près de l'église, peut être celle-là même. Une croix est alors élevée au-dessus de la fontaine.

### Église Saint-Guénégan

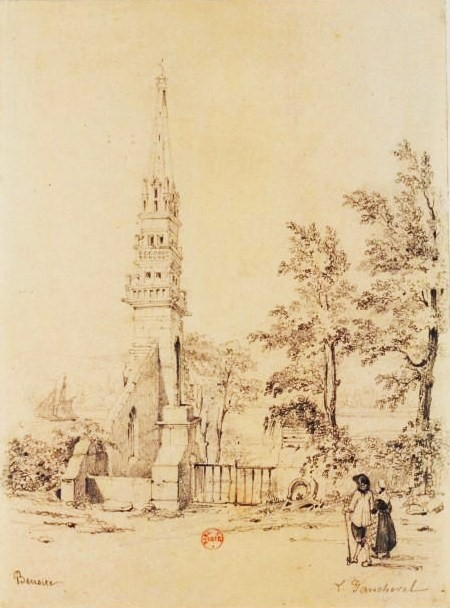
L'église de « Beuzite » en ruines dessinée vers 1880 à la mine de plomb par Léon Gaucherel. Les traces de l'enclos paroissial dessinées au second plan, dont la dalle verticale empêchant le bétail d'entrer dans le placître, ont aujourd'hui disparu. Le personnage féminin porte le châle caractéristique de la guise léonarde. À l'arrière-plan, une gabarre typique remonte l'Élorn.

De l'église, qui était une propriété privée jusqu'à ce que la municipalité l’acquière, en 1982, et où, après-guerre, étaient élevés des lapins, ne subsiste guère que le clocher posé sur la façade occidentale. Le bâtiment présente les restes de quatre époques :
— les murs de bases, qu'une fenêtre de style flamboyant ne permet pas de dater précisément,
— le porche, où se lisent la date de 1591 et les armes en alliance d'Hervé Parcevaux, seigneur de la Grande Palue en 1590, et de sa riche épouse Renée de Coëtlogon,
— le clocher à double galerie, caractéristique du style léonard du XVIe siècle,
— la flèche qui surmonte le clocher et qui a pu être achevée, ainsi que les balcons de pierre des galeries, au XVIIe siècle.
Il ne reste rien de la charpenterie qui portaient les deux cloches de la galerie supérieure. La nef n'a plus de toit depuis au moins 1829. Dans celle-ci, le flanc nord est percé d'une porte qui cache un escalier en colimaçon menant à la première galerie du clocher. La finesse des murs dans lesquels a été ménagé ce passage très étroit témoigne d'une prouesse technique.
L'historien Jehan Bazin résume en 1962 :

« Bâtie sur la vieille terre sanctifiée par Saint Conogan, il n’en reste plus que l’élégant clocher et quelques pans de mur d’une chapelle réduite qui avait succédé à la nef de l’église. Le clocher à double galerie date de 1591. Sa base est plus ancienne. Le portail accosté de deux colonnes à chapiteaux ioniques de style composite du modèle de ceux de l’ossuaire de Pencran, est surmonté d’un écusson aux armes alliées d’Hervé de Parcevaux, seigneur de Mézarnou, de la Grande Palue, et de sa femme Renée de Coëtlogon. »

Seul le clocher est inscrit à l'inventaire des Monuments historiques, par arrêté du 4 décembre 1925. C'est à ce titre qu'un panneau de renseignement et un grillage, interdisant l'accès à un site désormais urbanisé qui a perdu son pittoresque romantique au milieu des bouleaux, ont été posés par les services de la Région.

### Cimetière monastique puis paroissial
Aucune trace, aucune fouille. Les moines étaient en règle générale enterrés dans l'église, les paroissiens autour.

### Mobilier funéraire et religieux
En 1780, le géographe Jean-Baptiste Ogée signale au pied du clocher le tombeau, désormais au musée de Quimper, du sieur de la Palue, Trollius de Mondragon, un capitaine basque sujet du Royaume de Castille qui prêta secours à Anne de Bretagne en 1488, à la mort du père de celle-ci, le Duc François II. Vendu à deux antiquaires spécialistes de premier plan de l'art médiéval établis 141 boulevard Haussmann, les frères Vidal et Henri Bacri, par Robert Cantillon de Lacouture, propriétaire du domaine de Kerloret auquel il appartient, il est emporté clandestinement en mai 1923 et sur le point d'être expédié aux États-Unis quand le préfet Joseph Desmars, alerté par la Société archéologique du Finistère, le fait mettre sous séquestre par la Direction des Beaux Arts, laquelle le classe « monument historique » le 2 février 1924 en dépit des protestations des nouveaux propriétaires. Une souscription lancée par Henri Waquet rassemble une subvention du département et des souscriptions, dont dix mil cent cinquante francs de l'association La Sauvegarde de l'Art français, ce qui permet le rachat de l'œuvre et en 1926 son transfert de Paris au Musée départemental de Quimper, sans que personne soit soucié des ossements.

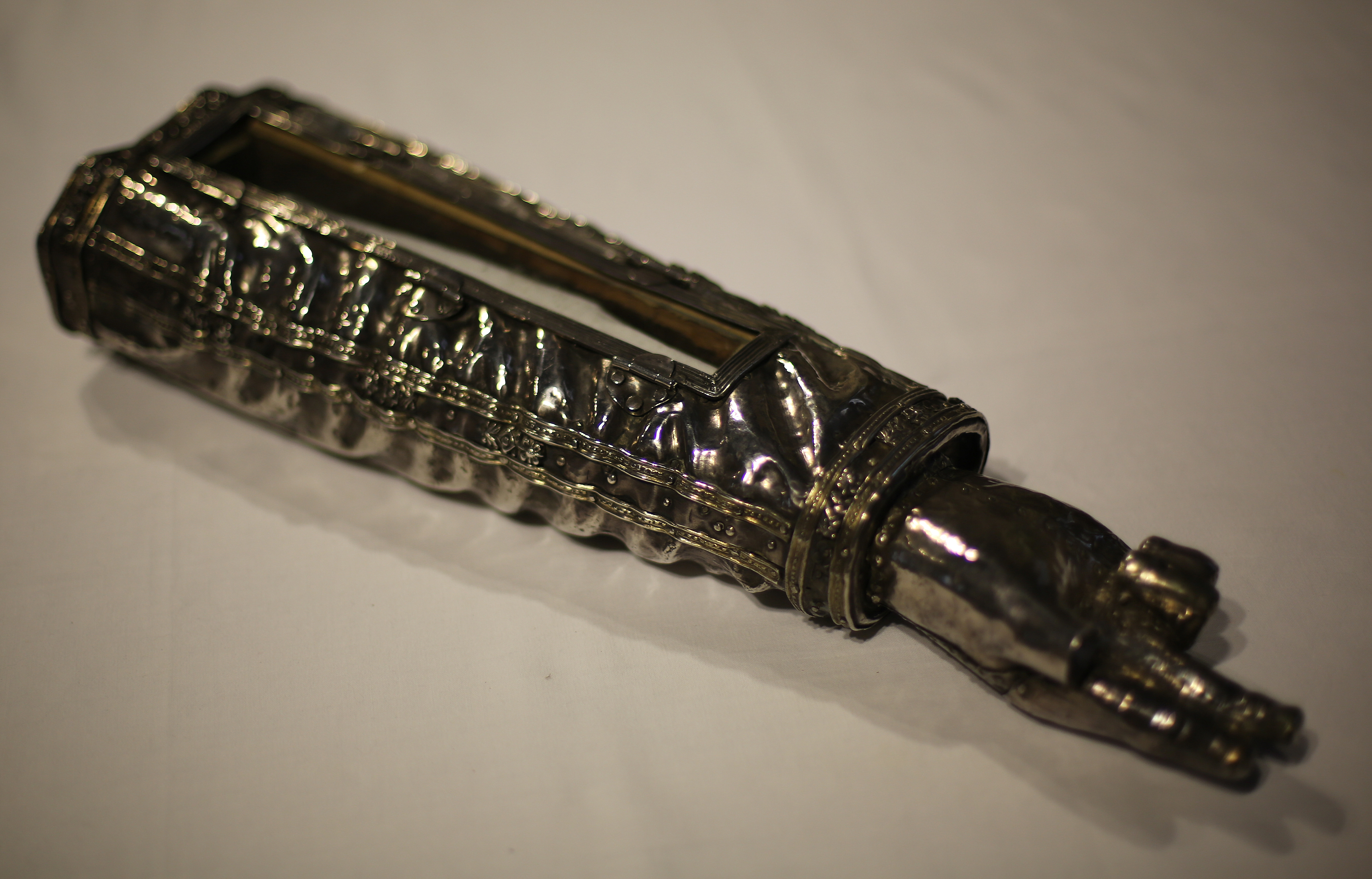
Exemple de reliquaire d'un bras auquel devait ressembler celui de saint Conogan, ici celui de saint Maudez réalisé vers 1500 et conservé au trésor de Saint-Jean-du-Doigt.

Les reliques de saint Conogan, mort à Quimper, étaient composées d'un bras et d'une partie de crâne.
Une chaire de prédication, construite en 1681 par un simple charpentier, se dressait à l'intérieur de l'église actuelle. La paramentique comportait
- des bannières de saint Jean et saint Yves confectionnées en 1683,
- un crucifix acquis la même année pour vingt quatre livres et quatre sous, soit approximativement un mois et demi du salaire moyen d'un ouvrier,
- une chape, une chasuble, une étole et un voile blanc brodés à Quimper par la maison de Turberville et achetés en 1688 à la foire de renommée internationale de la Martyre pour quatre-vingt-dix livres.

En outre, le conseil de fabrique décompte en 1734
- la croix du reliquaire,
- une grande croix,
- une croix en cuivre,
- une grande bannière,
- une enseigne.

S'y ajoutaient alors quatre icônes, de saint Conogan, patron de la paroisse, la Sainte Vierge, marraine de la France, saint Corentin, auquel saint Conogan aurait succédé, et saint Sébastien, dont le martyre est célébré depuis la fin peste conçue comme un châtiment envoyé durant la guerre de religion.

### Le manoir et les seigneurs de «La Grande Palue»

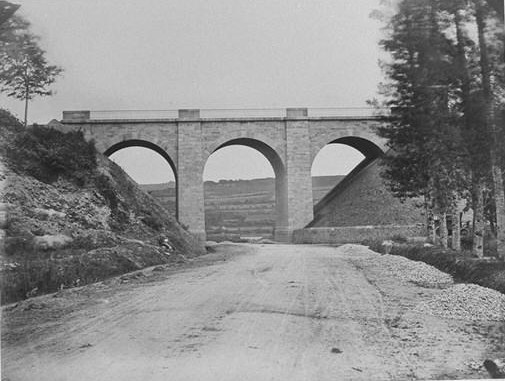
Le viaduc ferroviaire de Beuzit construit par des forçats, ici photographié peu avant l'inauguration en 1865 de la ligne Paris-Brest par la Compagnie des chemins de fer de l'Ouest, une usine de transformation d'algues, aujourd'hui propriété de Danisco, et une usine cosmétique ont complètement défiguré le site de la Palud.

Jehan Bazin, ignorant délibérément l'usine d'alginate construite après-guerre, décrit ce manoir en 1968.

« Une demeure seigneuriale du XVe siècle qui présente sa façade en équerre au midi et à l’est [...] Tout autour du manoir et s’étendant fort loin, prés, champs, prairies, taillis et bois de haute futaie, sans compter jardins et vergers. »

Le manoir est enserré de constructions industrielles diverses. Le site est totalement défiguré. C’est pourtant dans ce manoir que vécurent les seigneurs de la Palue, ramage cadet de la famille de Léon qui portait d'or au lion morné de sable, brisé en chef d’un lambel de gueules, et dont la devise était Que mon supplice est doux. Ce sont les armes qui apparaissaient en 1841 au vitrail nord ouest de la chapelle Sainte-Catherine située dans la baie gauche du transept de l'église Saint-Houardon à Landerneau, détruite en 1857, au-dessus du gisant d'Olivier de La Palue, mort au début du XVIe siècle. Ce tombeau, sculpté aux mêmes armes, est aujourd'hui exposé dans le pavillon de la chapelle du château de Kerjean.
Olivier de La Palue, seigneur dudit-lieu en Beuzit-Conogan qui sera présent à la montre de Dinan le 2 septembre 1489, est un vassal du maréchal de Rieux. Par fidélité peut être moins à celui ci, son suzerain, qu'au souvenir de la guerre de 1235 pour l'indépendance du Léon, il est en 1484 de la conjuration de Montargis, comme la plupart des seigneurs léonards du parti des Penthièvre, opposés au centralisme ducal. En épousant la fille de son voisin de haut lignage, Jeanne Guyomarch, il avait agrandi son domaine de celui de la Petit Palue.
Leur fille, Marguerite de La Palue, épouse Jan du Mescam, seigneur de Mescaradec entre 1485 et 1500. Le fils et héritier de la Palue, François, a de sa femme, Marguerite de Trésidy, une fille, Françoise, laquelle épouse vers 1520 Troïlus de Mondragon, un vieux capitaine au service de feue la duchesse Anne. Le magnifique gisant de ce beau fils, actuellement déposé au Musée départemental breton de Quimper, se trouvait dans l’église de Beuzit.
La fille de Troïlus de Mondragon, Jeanne de Mondragon, après avoir épousé en 1543 François de Montmorency Hallot, vend, sans la Petite Palue, la Grande Palue, qui n'est guère utile à la fortune des Montmorency, au sénéchal du Léon, Maurice de Parcevaux ou au fils de ce dernier, Yves, conseiller au Parlement. Les deux Palue sont de nouveau séparées. La petite fille du neveu et héritier d'Yves de Parcevaux, Françoise de Parcevaux, orpheline de douze ans et héritière de la Grande Palue, est mariée le 13 avril 1627, quatre et demi après le remariage de sa mère, au richissime marquis de Kerjean, René Barbier. Devenu à l'occasion corsaire, vainqueur dans les premiers jours d'avril 1648 de neuf navires parlementaires en raz de Sein, celui ci échappe à la condamnation à mort que son épouse dépensière obtient le 2 mai 1653. Quatre mois plus tard, le 1er septembre 1653, la Dame de Mézamou, à la beauté proverbiale, devient dame d'honneur de la reine Anne d'Autriche.
De 1824 à 1830, la Grande Palue est propriété de Philippe Julien de Roujoux, sieur de Keralan et acquéreur en 1833 de La Petite Palue, laquelle est de nouveau détachée de la Grande Palue à sa mort.

### Le manoir et les seigneurs de «La Petite Palue»
De l'ancien manoir des Guyomarc'h datant du XVe siècle, aujourd'hui enserré 580 rue de la Petite Palue entre un rond-point, un supermarché et le parking qui marque l'entrée de Landerneau, il subsiste une belle porte gothique à contre courbes fleuronnées. Elle porte gravé dans la pierre l'écu des Guyomarc'h écartelé des Le Borgne de Trévidy. Les Guyomarc'h, dont la devise était Quemer quelen, c'est-à-dire « prends conseil », portaient de sable aux billettes d'azur sans nombre avec un saumon de même en pal. Les Le Borgne de Trévidy, dont les devises étaient  Attendant mieux et Tout ou rien, portaient d'azur à trois huchets liés et nivelés de même.
Un « Guyomarch, seigneur de la petite Palue » et descendant d'un rameau des comtes de Léon déchus, parait à la montre de 1420. Son petit-fils, Hervé Guyomarch, vassal du vicomte de Rohan, parait à celle de 1481. Quelques années plus tard, celui-ci marie sa fille, Jeanne, à Olivier, seigneur de la Grande Palue. Exemple d'endogamie à fin économique, les deux seigneuries des bords de l'Élorn, respectivement aux extrémités amont et aval de la paroisse, se trouvent alors réunies dans les mêmes mains. En se mariant, Olivier de la Palue, vassal des Rieux, devient également vassal des Rohan.
Jeanne de Mondragon, petite fille d'Olivier de la Palue, fille de Troïlus de Mondragon et épouse François de Montmorency Hallot, vend en 1560, après avoir vendu la Grande Palue à un Parcevaux, la Petite Palue à Jehan Le Lagadeuc, seigneur de Traon Elorn, qui est le premier fief de La Forest-Landerneau en aval de Beuzit.
Catherine Bernard, veuve de Jehan Le Lagadeuc, qui était beaucoup plus jeune que son mari puisqu'elle vivra au moins jusqu'en 1594, épouse en secondes noces Hervé de La Fitte. Leur fille unique, Anne, épouse le bailli de Landerneau, Maurice Le Borgne, seigneur de Trévidy, dont le frère, Hervé, est, lui, bailli de Lesneven. Leur fils, également prénommé Maurice, naît en 1607 et devient à son tour capitaine et bailli de Landerneau, où il meurt en 1653.
Son petit fils, Jean Baptiste, marie sa fille à un ex capitaine de vaisseau normand, Nicolas du Rosel de Beaumanoir, nommé gouverneur de Landerneau en 1774. Durant la Révolution, en 1796, alors que le Directoire se met en place et que la spéculation bat son plein, le beau fils du gouverneur déchu, René André Quengo de Tonquedec, vend le manoir de la Petite Palue à l'ancêtre de l'historien Jehan Bazin, René Bazin, dont le frère et légataire universel, revend la propriété en 1833 à Philippe Julien de Roujoux. Propriétaire du château voisin de Kerlaran et acquéreur en 1824 de la Grande Palue, ce dernier transmet La Petite Palue séparément en héritage à sa fille, Herveline Lemonnier.

### Le château de Kerloret
La maison priorale de Kerloret appartenait au même ensemble que l'église. C'est ce qui lui a valu, en tant que bien ecclésiastique, d'être nationalisé en 1789 et six ans et demi plus tard, à la mi février 1795, d'être annexé par l'Amirauté au lazaret de Trébéron pour pallier le surpeuplement de celui-ci et héberger les marins victimes de la gale. Il était toutefois déjà affermé depuis de nombreuses années, afin de procurer un revenu à la paroisse devenue une des plus pauvres du diocèse.
Homonyme de plusieurs lieux-dits, à Groix, Ploemeur, Caudan, Rédéné, Rosporden, Briec, son nom est une construction bretonnisante en hommage à Notre Dame de Lorette, dont le culte s'est répandu à partir du XVe siècle, en particulier en Nouvelle-France à Jeune Lorette alias Village Huron. Le souvenir du général Montcalm, assisté de Bougainville s'y rendant au début d'avril 1756 depuis le port de Brest, était conservé au château.
À la toute fin du XIXe siècle, le bâtiment est reconstruit en un château d'une trentaine de pièces dotées du dernier confort. Les ailes vendues et débitées en 1928, le reste de son domaine loti en 1978, ne restent qu'un modeste corps de logis, l'ancienne ferme à l'arrière du manoir, l'escalier et la muraille de la terrasse haute, ainsi que le mur de granit de la terrasse basse surplombant la route de Brest par où défila en août 1943 la 266e division d'infanterie de la Wehrmacht.

### Autres châteaux
- Le château de Kerlaran, dernière demeure du comte Louis Henri de Gueydon, a été construit vers 1830[52] sur l'emplacement d'un ancien château par le député Louis-Julien de Roujoux, sieur de Keralan, dans le Vannetais.
- Le manoir de Kermalvezan, aujourd'hui une ferme, est attribué par l'inventaire de 1680[53] à « Escuyer René de Kerménou ». Il est précisé que celui-ci avait, deux ans plus tôt, fondé sa propre chapelle sur son domaine.
- La « maison et mettairye noble de Kerautret » était en 1504 une dépendance du château de la Palue et comportait un moulin et divers bâtiments agricoles[54]. Elle a continué jusqu'en 1924[55] d'appartenir, en partie du moins, au même propriétaire de Kerloret, l'avocat Robert Cantillon de Lacouture[56].

## La troménie de saint Conogan
La procession de saint Conogan était une troménie célèbre et fréquentée. Elle a été décrite par le chanoine Paul Peyron à partir d'archives. Elle se déroulait le troisième dimanche de mai et était une source importante de revenus pour la paroisse car les enchères, organisées par un conseil de fabrique, étaient élevées pour avoir l'honneur de porter durant la procession qui une bannière, une relique, une statue.
Les laïcs sélectionnés défilaient en surplis. Le parcours prévoyait une étape à l'oratoire seigneurial de Gourré Beuzit (« Beuzit le Haut »), où un De profundis antithétique était entonné.
Dès le XVIIe siècle, les paroissiens avaient pris l'habitude d'exposer les reliques de saint Conogan sur la grande route, aujourd'hui dite de Kerlaran, lors de la procession de Saint-Thudon, qui se déroulait à Guipavas et au Gouesnou chaque jour de l'Ascension, et sur la route de Saint-Thonan « lors du Pardon du Folgoët », qui commençait le premier samedi de septembre et avait la plus grande des affluences. Les pèlerins s'inclinaient au passage et pouvaient baiser une des reliques et faire une offrande.
La Révolution passée, le pardon de Saint Conogan ne reprend pas, la paroisse ayant été supprimée en 1791.

## Prieurs de Beuzit
- 1603-1623 : Jacques Trousson.
- 1658 : Joseph de Montigny, résigné.
- 1658 : Jacques Angeron, moine et chantre de l'abbaye de Beaulieu-lès-Loches.
- 1660-1671 : Yves Gaigneron, moine.
- 1674-1687 : Étienne Janvier.
- 1687-1727 : Michel Piette, moine.
- 1727-1730 : Pierre Pitot.
- 1747-1770 : Thomas Pioche, moine.
- 1780 : François-Pierre Courtois, moine.

### Sources
1. 1 2 3  Notice no PA00090027, sur la plateforme ouverte du patrimoine, base Mérimée, ministère français de la Culture
2. ↑  (br) Erwan Vallerie, Diazezoù studi istorel an anvioù-parrez = Traité de toponymie historique de la Bretagne, An Here, 1995 (ISBN 2-86843-153-4 et 978-2-86843-153-0, OCLC 63764620, lire en ligne), p. 24
3. 1 2 3  B. Tanguy, Dictionnaire des noms des communes et paroisses du Finistère, ArMen, Quimper, janvier 1990.
4. ↑  Jean-Louis Le Guen, « Antiquités du Léon et plus spécialement du canton de Plabennec », in Bulletin, p. 125-168, SAF, Quimper, 1888.
5. 1 2  J. Bazin, Landerneau, ancienne capitale de la principauté de Léon., Presses libérales du Finistère, Brest, 1962.
6. ↑  S. Le Pennec, Le réseau routier antique du Nord-Ouest du territoire osisme : les tracés et leur environnement humain, thèse de doctorat., p. 119, université de Haute-Bretagne, Rennes, 2000.
7. ↑  Ph. Boulinguiez, « Fig. 13 : un itinéraire longeant l’Élorn. », SRA de Bretagne, Rennes, 2000, in Yvan Pailler, SAINT- DIVY - GUIPAVAS (Finistère). Kerdalaün - Kerintin. Rapport final d’opération., p. 45, INRAP Grand Ouest, Cesson-Sévigné, août 2014.
8. ↑  H. Morice, Mémoires pour servir de preuves à l'histoire ecclésiastique et civile de Bretagne, t. I, col. 983, Charles Osmont impr., Paris, 1742.
9. ↑  Jocelyn Martineau & Patrick Kernevez, Château de Roc'h Morvan LA ROCHE-MAURICE. Rapport intermédiaire., vol. I, p. 9, Service régional de l'archéologie en Bretagne, Rennes, 2003.
10. ↑  A. de Blois de La Calande, « Les vicomtes de Léon », in P. Levot, Biographie bretonne, t. II, p. 296, col. 2, Cauderan, Vannes, 1857.
11. 1 2  R. Frey, "Landerneau", in "Bulletin municipal", Saint-Michel-en-Grève, 1999.
12. 1 2 3  "Clocher de Beuzit Conogan", Topic topos.
13. ↑  J. Meyer, La Noblesse bretonne, p. 33, Flammarion, Paris, 1972.
Rééd. de J. Meyer, La Noblesse bretonne au XVIIIe - Thèse de doctorat, SEVPEN, Paris, 1966.
14. ↑  Jean-Yves Cordier, « Le gisant de Troïlus de Mondragon au Musée départemental breton de Quimper. », [Brest], août 2017.
15. ↑  Archives départementales des Côtes-d'Armor, cote 53 J 11, Saint-Brieuc.
16. ↑  « Fontanella », in Th. Hersart de La Villemarqué, Barzaz Breiz, p. 287-292, Didier, Paris, 1867.
17. ↑  A. Le Gall-Sanquer, J.-L. Richard & M.-L. Richard, « L'or bleu (An aour glaz) : le lin au pays de Landerneau-Daoulas », in Bulletin de l'Association Dourdon, Cloître Imprimeurs, Landerneau, 2005  (ISBN 2-9505493-1-4).
18. ↑  "Borne d'octroi nord", Topic topos.
19. ↑  La Route des toiles, Association Lin Chanvre, Landerneau.
20. ↑  Ordonnance... portant imposition pour la dépense annuelle de la garde-côte de Bretagne, 1759, consultable https://gallica.bnf.fr/ark:/12148/bpt6k97412315/f7.image.r=Plovan?rk=21459;2
21. ↑  Jean Rohou, Catholiques et Bretons toujours ? : essai sur l'histoire du christianisme en Bretagne, Brest, Dialogues, 2012, 534 p. (ISBN 978-2-918135-37-1).
22. ↑  Personnes en âge de communier.
23. ↑  Jean-Baptiste Ogée, Dictionnaire historique et géographique de la province de Bretagne, t. 1, 1778 (lire en ligne)
24. ↑  F. Saluden, "Un curé constitutionnel, Emmanuel Pillet, curé de Landerneau.", in Bulletin diocésain d'histoire et d'archéologie, p. 374, Kerangal, Quimper, 1924  (ISSN 2019-6458).
25. ↑  "Fontaine de Saint Conogan", Topic topos.
26. ↑  (BNF 40309478).
27. ↑  Cadastre AS 107.
28. ↑  Cf. G Saunier L'Hégaret, « Photographie © », in G. Saunier, VB'Breizh, 2006-2008.
29. ↑  Th. Busnel, Tombeau de Troïlus de Montdragon, à Beuzit., in H. Raison du Cleuziou, Bretagne, I "Le Pays de Léon", p. 89, coll. La France artistique et pittoresque, Monnier, De Brunhoff & Cie, Paris, 1886.
30. ↑  Th. Busnel, Clocher de Beuzit, près de Landerneau., in H. Raison du Cleuziou, Bretagne, I "Le Pays de Léon", p. 88, coll. La France artistique et pittoresque, Monnier, De Brunhoff & Cie, Paris, 1886.
31. ↑  Aurélie Berriet, Fonds privé de l'étude notariale SCP Cozic-Landuré, cote 9S46, Service du patrimoine, Landerneau, janvier 2014.
32. ↑  Annuaire des châteaux et villégiatures, p. 144, A. La Fare, Paris, 1907.
33. ↑  H. Waquet, cité in « Séance du 25 octobre 1923 », in Bulletin, p. XLVII, Société archéologique du Finistère, Quimper, 1923.
34. ↑  A. Millerand, JO, no 35, p. 1266, col. 2, Paris, 5 février 1924.
35. ↑  H. de la Rogerie, « Chronique d'Histoire, de Géographie et de Littérature de la Bretagne. », in Annales de Bretagne, t. 37, no 3-4, p. 522, Faculté de lettres de l'université de Rennes, Rennes, 1925.
36. ↑  F. Deshoulières, « Le tombeau de Troïlus de Montdragon », in A. de Caumont, Bulletin monumental, p. 407, Société française d'archéologie, Paris, 1926.
37. ↑  Y. Le Gall, "Danisco-Landerneau. Des algues contre le reflux gastrique.", in © Le Télégramme, Morlaix, 5 juin 2013.
38. ↑  "Nouvelle usine pour les crèmes du groupe Batteur", in Les Échos, Paris, 11 mai 2015.
39. ↑  J. Bazin, « Le château de Joyeuse Garde », in Bulletin de la Société archéologique du Finistère, t. XCIV, SAF, Quimper, 1968.
40. 1 2  G. Autret de Missirien, Lettre à P. d'Hozier, Fonds Français, cote 31116, BNF, Paris, cité H. Torchet, "Mescam (du) - Généalogie par Missirien, Tudchentil, septembre 2008.
41. 1 2  Bulletin de la Société académique de Brest, 2e série, t. XXXV, p. 143, SAB, Brest, 1911.
42. ↑  http://www.ien-landivisiau.ac-rennes.fr/partenariat/visite%20kerjean/chapelle.html
43. ↑  Dom Morice, Preuves pour servir à l’histoire de Bretagne, vol. III, p. 631-633, 1746.
44. ↑  L. Le Guennec, « Le tombeau de Troïlus de Mondragon », 26 mars 1925, cité in Bulletin, t. LII, p. XVII-XX, Société archéologique du Finistère, Quimper, 1926.
45. 1 2 3  An., "Les dépendances de l’abbaye dans la vallée de l’Élorn", Les Amis de Saint Mathieu, Plougonvelin, 29 avril 2004.
46. ↑  Ch. Le Goffic, L'Âme bretonne, vol. III, p. 33, Honoré Champion, Paris, 1910.
47. ↑  Ch. Le Goffic, L'Âme bretonne, vol. III, p. 35, Honoré Champion, Paris, 1910.
48. ↑  Ch. Le Goffic, L'âme bretonne, vol. III, p. 32, Honoré Champion, Paris, 1910.
49. ↑  "manoir de La petite Palud", Topic topos.
50. ↑  P. J. Levot, Histoire de la ville et du port de Brest pendant la Terreur, p. 395 & 396, Pedone Lauriel, Paris, 1864.
51. ↑  H.-R. Casgrain, Journal du marquis de Montcalm durant ses campagnes en Canada de 1756 à 1759, [https://gallica.bnf.fr/ark:/12148/bpt6k209891t/f20.itemp. 20+&+sq.], L.-J. Demers & frères, Québec, 1895.
52. ↑  "Manoir de Kerlaran", Topic topos.
53. ↑  Archives départementales, G. 264, Quimper.
54. ↑  G. Le Gentil, La Noblesse de Bretagne devant la Chambre de la Réformation 1668-1671, t. IV, p. 399, compte d'auteur, Saint-Brieuc, 1896.
55. ↑  « Fonds privé de l'étude notariale SCP Cozic-Landuré », Dossiers de clients, Lettre C., in Archives municipales, cote 9S 9 S 5, Service du patrimoine historique de la ville de Landerneau, Landerneau, 8 janvier 1974.
56. ↑  Annuaire des châteaux et des villégiatures, vol. XXIII, p. 151, La Fare, Paris, 1910.
57. ↑  P. Peyron, "Pèlerinages, Troménies, Processions votives au diocèse de Quimper", in Comptes-rendus, procès-verbaux, mémoires, Association bretonne Agriculture Archéologie, Rennes, 1912  (ISSN 0755-7760).